# Trybliographa gracilicornis
Trybliographa gracilicornis is een vliesvleugelig insect uit de familie van de Figitidae. De wetenschappelijke naam van de soort is voor het eerst geldig gepubliceerd in 1888 door Cameron.